# Armenski šahovski savez
Armenski šahovski savez (arm.:  Հայաստանի շախմատային ֆեդերացիան / Hajastani šahmatajin Federacian), krovno tijelo športa šaha u Armeniji. Član nacionalnog olimpijskog odbora. Osnovan je 1927. godine. Član FIDE od 1992. godine. Sjedište je u Erevanu, Handžijska ulica 50. Armenija pripada europskoj zoni 1.5b. Predsjednik je Serž Sargsjan (ažurirano 17. listopada 2019.).

## Vanjske poveznice
- Službene stranice